# Iró Konstantopoúlou
Iró Konstantopoúlou (grec moderne : Ηρώ Κωνσταντοπούλου ; 1927-1944) est une membre de la résistance grecque pendant la Seconde Guerre mondiale. Elle travaille pendant trois ans avec la résistance en Grèce pour entraver l'occupation du pays par les pays de l'Axe avant d'être capturée, torturée et exécutée à l'âge de 17 ans en septembre 1944,. 

## Biographie
Konstantopoúlou est née à Athènes le 16 juillet 1927 d'une famille originaire de Sparte. Elle parle quatre langues dont l'allemand. Elle a 13 ans lorsque les puissances de l'Axe envahissent et occupent la Grèce pendant la Seconde Guerre mondiale. Elle rejoint l'Organisation panhellénique mondiale de la jeunesse (en), un mouvement de résistance grec, pour lequel elle vole des messages et surveille les mouvements de troupes. Elle est surprise en train de commettre ces actes, mais peut éviter les représailles grâce à son père qui soudoie les autorités locales,,. 
Au début de 1944, Iró Konstantopoúlou participe à une opération de résistance visant à faire sauter un train transportant des munitions. Peu de temps après, un agent double travaillant au sein de la résistance grecque révèle son identité aux forces d'occupation allemandes après l'explosion d'un train de munitions. Elle est alors arrêtée alors qu'elle rentre chez elle du lycée le 31 juillet 1944 ; selon une source, elle a terminé ses derniers examens de lycée le matin même. Pendant trois semaines, elle est torturée mais refuse de divulguer les noms de ses compagnons de résistance. En tant que locutrice allemande, il est noté que Konstantopoúlou a pu insulter ses ravisseurs dans leur propre langue. Après son interrogatoire, elle est déportée vers le camp de concentration de Chaïdári, à l'extérieur d'Athènes. Là-bas, elle et 49 autres membres de la résistance sont exécutés par peloton d'exécution le 5 septembre 1944, un peu plus d'un mois avant la libération d'Athènes par les forces Alliées. Certaines sources rapportent que le corps d'Iró Konstantopoúlou a été touché 17 fois, une balle par année de sa vie, en guise d'avertissement aux autres membres de la résistance,,. 

### Héritage
Les actions de Konstantopoúlou pendant la guerre sont commémorées par la statue d'une jeune fille sur la place Terpsithea au Pirée,. En 1981, sa vie est décrite dans le film grec 17 Bullets for an Angel: The True Story of Hero Konstantopoulou.